# Robb House
The Robb House es una mansión neorrenacentista ubicada en el vecindario Murray Hill de Manhattan, Nueva York (Estados Unidos). Su direcciòn es 23 Park Avenue (en la esquina de East 35th Street) y fue construida en 1888 y 1892 con diseño de Stanford White.

## Historia
La casa fue construida como residencia de James Hampden Robb, un hombre de negocios jubilado y ex asambleísta y senador estatal, y su esposa Cornelia Van Rensselaer Robb. Fue diseñado en el estilo neorrenacentista italiano por el estudio de arquitectura de McKim, Mead & White con Stanford White como socio a cargo; fue una de las primeras casas adosadas diseñadas por White con ese estilo. Una vez terminada, el crítico de arquitectura Russell Sturgis escribió que era "la estructura más digna de todo el barrio de la ciudad, no un palacio, sino una vivienda adecuada para un ciudadano de primera categoría".

### Propietarios posteriores
En 1923, el Avertising Club of New York compró la casa para que fuera su casa club. El club fue fundado en 1896 como Sphinx Club, pero en 1915 había cambiado su nombre por el actual. La conversión de la vivienda residencial en una casa club fue realizada por F. T. H. Bacon como ingeniero consultor y el arquitecto Fred F. French. Después de que un incendio en 1946 dañara los tres pisos superiores del edificio, el club emprendió la reparación y renovación, al mismo tiempo que adquirió la casa adosada de al lado en 103 East 35th Street (construida en 1853) y la unió al edificio principal. 
En 1977, el club comenzó a alquilar un espacio en el edificio a otros clubes, y ese mismo año se vendió a un desarrollador que lo convirtió en un edificio de apartamentos cooperativo.  Lo que sirvió al club como su biblioteca es ahora la sala de estar del apartamento dúplex propiedad de Kenneth Jay Lane .
El edificio fue designado un hito de la ciudad de Nueva York en 1998.